# Liste der Monuments historiques in Boux-sous-Salmaise
Die Liste der Monuments historiques in Boux-sous-Salmaise führt die Monuments historiques in der französischen Gemeinde Boux-sous-Salmaise auf.

## Liste der Immobilien
| Bezeichnung       | Beschreibung                                    | Standort                                   | Kennzeichnung | Schutzstatus | Datum | Bild           |
| ----------------- | ----------------------------------------------- | ------------------------------------------ | ------------- | ------------ | ----- | -------------- |
| Château de Bouzot | Eingangspavillon des Schlosses, 16. Jahrhundert | Bouzot, rue du Château (Lage)              | PA00112152    | Inscrit      | 1970  | weitere Bilder |
| Kirche St-Sulpice | ab dem 13. Jahrhundert                          | Boux-sous-Salmaise, rue de l’Eglise (Lage) | PA00112153    | Inscrit      | 1947  | weitere Bilder |

## Liste der Objekte
| Bezeichnung                                | Beschreibung                                                                                        | Standort                                            | Kennzeichnung | Schutzstatus | Datum | Bild           |
| ------------------------------------------ | --------------------------------------------------------------------------------------------------- | --------------------------------------------------- | ------------- | ------------ | ----- | -------------- |
| Gedenktafel an eine Messstiftung           | Kalkstein, bezeichnet 1485                                                                          | Boux-sous-Salmaise, in der Kirche St-Sulpice (Lage) | PM21000375    | Classé       | 1913  |                |
| Skulptur Gnadenstuhl                       | Kalkstein, farbig gefasst, 15. Jahrhundert                                                          | Boux-sous-Salmaise, in der Kirche St-Sulpice (Lage) | PM21000376    | Classé       | 1913  |                |
| Drei Evangelistenskulpturen                | Kalkstein, 15. Jahrhundert                                                                          | Boux-sous-Salmaise, in der Kirche St-Sulpice (Lage) | PM21000377    | Classé       | 1913  |                |
| Relief Vision des heiligen Hubertus        | Kalkstein, 16. Jahrhundert                                                                          | Boux-sous-Salmaise, in der Kirche St-Sulpice (Lage) | PM21000380    | Classé       | 1913  |                |
| Skulptur Heilige Margaretha von Antiochien | Kalkstein, 16. Jahrhundert                                                                          | Boux-sous-Salmaise, in der Kirche St-Sulpice (Lage) | PM21000381    | Classé       | 1931  |                |
| Grabstein für Catherine Soppote            | Kalkstein, bezeichnet 1623                                                                          | Boux-sous-Salmaise, in der Kirche St-Sulpice (Lage) | PM21000382    | Classé       | 1959  |                |
| Glocke                                     | Bronze, 1732 gegossen                                                                               | Boux-sous-Salmaise, in der Kirche St-Sulpice (Lage) | PM21000383    | Classé       | 1959  |                |
| Skulptur Heiliger Sebastian                | Kalkstein, 16. Jahrhundert                                                                          | Boux-sous-Salmaise, in der Kirche St-Sulpice (Lage) | PM21000384    | Classé       | 1967  |                |
| Blasius-Reliquiar                          | Kupfer, versilbert, 16. und 17. Jahrhundert                                                         | Boux-sous-Salmaise, in der Kirche St-Sulpice (Lage) | PM21000385    | Classé       | 1974  |                |
| Skulptur Christus in der Rast              | Kalkstein, bezeichnet 1562                                                                          | Boux-sous-Salmaise, auf dem Friedhof (Lage)         | PM21000386    | Classé       | 1913  | weitere Bilder |
| Skulptur Heiliger Sulpicius                | Holz, farbig gefasst, 17. Jahrhundert                                                               | Boux-sous-Salmaise, in der Kirche St-Sulpice (Lage) | PM21003399    | Inscrit      | 1972  |                |
| Skulptur Maria Magdalena                   | Stein, farbig gefasst, 17. Jahrhundert                                                              | Boux-sous-Salmaise, in der Kirche St-Sulpice (Lage) | PM21003400    | Inscrit      | 1972  |                |
| Kanzel                                     | schwenkbare Kanzel mit ausklappbarer Treppe; Holz, Schmiedeeisen, erste Hälfte des 19. Jahrhunderts | Boux-sous-Salmaise, in der Kirche St-Sulpice (Lage) | PM21005128    | Inscrit      | 2014  |                |